# Pitaras
Pitaras (Sanskrit पितरस् pitaras „die Väter“), auch Pitris (von Sanskrit पितृ pitṛ „Vater“) bezeichnet in der indischen Mythologie:
- die Seelen der Vorfahren, denen zu bestimmter Zeit Wasser und Getreidebällchen (Sanskrit पिण्ड piṇḍa) geopfert werden,
- die Söhne der Götter, die ihre Väter, die gegen Brahma gesündigt hatten, mit Reue und Buße bekannt machten, und
- die Prajapatis, die zehn mythischen Vorfahren der Menschen.